# Eurytoma epicephalae
Eurytoma epicephalae är en stekelart som beskrevs av Girault 1915. Eurytoma epicephalae ingår i släktet Eurytoma och familjen kragglanssteklar. Inga underarter finns listade i Catalogue of Life.